# 猫 (音乐剧)
《猫》（英語：Cats）是由作曲家安德鲁·劳埃德·韦伯根据T·S·艾略特的诗集《老负鼠的猫经》及其他诗歌所编写的一部音乐剧。它是历史上最成功的音乐剧之一，自1981年在伦敦首演以来，已被翻译成二十多种语言在世界各地演出。

## 创作及演出
1981年5月11日，《猫》在伦敦西区的新伦敦剧院首次公演。舞台制作是柯迈隆·麦金塔和安德鲁·洛伊·韦伯的真正好戏剧公司。导演是崔佛·农恩，副导演及编舞是吉利安·林，舞台设计约翰·奈普尔（John Napier），灯光设计大卫·赫希。 1982年10月7日，《猫》在纽约百老汇的冬园花园剧院公演，并于1997年6月19日以6138场的演出打破了以前的纪录，成为在百老匯裡公演最久的音樂劇。这个记录，后来在2006年5月9日被安德鲁·洛伊·韦伯的另一部音乐剧《歌剧魅影》给打破。 《猫》最后于2000年9月10日在百老汇结束，2002年5月11日，也就是它21岁生日时，在伦敦落下帏幕。总计在纽约演出了7,485场，伦敦演出8,949场。 2016年7月31日-2017年12月30日，百老汇复排版《猫》将在纽约百老汇的Neil Simon剧院再次上演。

### 官方DVD版
1998年官方拍摄的音乐剧《猫》录像版。
由于其精挑细选的优秀音乐剧演员，精致细腻的妆容，形象传神的演出服装，以及可通过后期剪辑和后期配音等手段使整部剧尽可能达到完美无瑕疵，使其成为世界范围内流传最广的、最为经典的版本。
- Admetus/Rumpus Cat —— Frank Thompson
- Alonzo —— Jason Gardiner
- Asparagus/Firefrorefiddle —— Tony Timberlake
- Bombalurina —— Rosemarie Ford
- Bustopher Jones —— James Barron
- Cassandra —— Rebecca Parker
- Coricopat —— Tommi Sliiden
- Demeter —— Aeva May
- Electra —— Leah Sue Morland
- Etcetera —— Jo Bingham
- Exotica —— Femi Taylor
- Grizabella —— Elaine Paige（伊莲·佩姬）
- Gus —— Sir John Mills
- Jellylorum —— Susan Jane Tanner
- Jemima —— Veerle Casteleyn
- Jennyanydots —— Susie McKenna
- Mr.Mistoffelees(Quaxo) —— Jacob Brent
- Mungojerrie —— Drew Varley
- Munkustrap —— Michael Gruber
- Old Deuteronomy —— Ken Page
- Plato/Macavity —— Bryn Walters
- Pouncival —— Karl Morgan
- Rumpleteazer —— Jo Gibb
- Rum Tum Tugger —— John Partridge
- Skimbleshanks —— Geoff Garratt
- Tantomile —— Kaye E. Brown
- Tumblebrutus —— Fergus Logan
- Victoria —— Phyllida Crowley Smith
- Voice of Skimbleshanks —— David Arneil
- Voice of Mungojerrie —— Paul Baker
- Voice of Rumpelteazer —— Vikki Coote
- Voice of Jemima —— Helen Massie

### 奥地利的演出
《猫》于1983年11月在维也纳著名的维也纳河畔剧院以德语公演，这也是此剧在欧洲大陆的首次演出。 《猫》在维也纳曾公演过两次，第一次公演在1988年的10月，第二次公演从1988年11月开始到1990年的9月24日。第一次公演期间亦集合了巡回演出剧团，曾经访问过当时还是社会主义国家的东德和苏联，巡回剧团于1987年5月到8月期间在东柏林演出，之后在莫斯科演出至1988年5月30日结束。这部音乐剧在维也纳的演出非常的成功。据统计，在第一次公演的500多场演出里，总共有539,745人次买票观看。

### 德国的演出
在伦敦首演5年之后，《猫》于1986年4月18日在汉堡市的轻歌剧院开始了德国公演，此次演出一共持续了15年，据估计大约有620万人次观看。 2001年元旦结束了在汉堡市的演出，移至斯图加特，之后在德国各地巡回演出直到2006年。 汉堡市的演出与伦敦的版本略有不同，比如猫的名字：杰米玛 (Jemima) 采用了百老汇版的名字丝拉巴布 (Sillabub)，卡布凯帝 (Carbucketty) 换成了庞希沃 (Pouncival)，比尔贝利 (Bill Bailey) 换成了堂布勒布鲁塔斯 (Tumblebrutus)。而且，伦敦版的杰米玛 (Jemima) 是比较安静的小猫，而丝拉巴布 (Sillabub) 较为顽皮。

### 日本的演出
《猫》于1983年11月11日在日本东京的新宿首演。公演1年后，开始在日本的大阪、名古屋、福冈、札幌等地巡回演出。 1995年，《猫》第三次入驻东京（品川），创下了长达2年的公演记录。 1998年福冈公演则是第一次在县城剧场演出，同时对编舞、服装、舞美、灯光等300多处加以精心修改。此后又顺势在名古屋、大阪、静冈、广岛、仙台等地长期公演。 2004年11月11日，也就是《猫》剧在日本公演后的21周年纪念日，该剧在东京的五反田再次长期公演。日本版的角色明显地少于其他版本，只有24只猫，尤其是公猫减少最多。服装和角色的关系也与英美的版本略有不同。

### 现身萤光幕上
1998年，安德鲁·洛伊·韦伯以舞台演出的方式拍摄了《猫》的录像版。这是真正好公司第一次录制音乐剧，也是舞台音乐剧在摄影机下的第一部作品 (该次拍摄采用舞台布景，但没有观众，与之前完全用电影场景方式布景，或是在舞台剧公演时录制的录影都不相同)。演员包括曾参加过伦敦首演的伊莲·佩姬，以及参加过百老汇首演的肯·佩基、约翰·麦尔斯爵士、麦克尔·格瑞伯、约翰·帕特瑞治，还有从世界各地的剧组里挑选出来的精华演员。 录像的导演由曾经担任多部音乐录影导演的大卫·麦莱特担任，编舞及音乐剧舞台制作由原设计师吉利安·林担任。地点是位于伦敦的阿达菲剧院拍摄，曾经在全世界许多电视台播出，亦出版录像带及DVD，可惜的是有许多曲目被删除或是被截短，如《革罗泰革的最后一战》 (Growltiger's Last Stand) 和《盟哥杰利与罗普兰蒂瑟》 (Mungojerrie & Rumpelteazer) 等，不过里面收录了“幕后花絮”，可以让观众看到一些采访演员的片段及演员辛苦彩排的片段。

### 世界巡回表演
2001年起，来自南非、澳大利亚、英国等国家的演职人员组成世界巡回表演团，此巡回剧团于2001年12月于南非首场演出，接下来至韩国、中国大陆、马来西亚、台湾以及部份北欧国家，于2004年7月在台北演出后结束巡回表演。在中国大陆的巡回演出中，不但创造了中国大陆演出史上单部音乐类作品演出时间最长的纪录，也打破了单项引进演出项目的票房纪录。
上海的公演于2003年3月28日开始，4月20日结束，共演出53场。票价最低为80元，最高为1,200元，分周末场、平日场、下午场、晚场等多个时段，10多种不同票价选择。在为期3轮的演出中，首轮21场演出上座率达100％；从4月15日至4月27日的第二轮16场演出，上座率为97％；最后一轮16场演出，上座率仍然达到80％。共53场。其间正逢“非典”蔓延，然而《猫》仍保证了将近8万名观众满意安全地欣赏这部音乐剧。在这一版本，为了让观众感觉亲切，连台上的车牌号都成了“沪”字头。
之后，也因为“非典”的原因，原定在5月20日于北京天桥剧场演出第72场被迫推迟，然而有很多买到预售票的观众宁可无限期地等待，也不愿意退票。其中包括打破中国演出史上门票价格的最高纪录—以8000美元售出的北京首演“第一票”(1排1号) 的戏票。 1年之后，《猫》于2004年4月27日到5月3日之间在人民大会堂公演，一共9场。虽然场数减少，但这是《猫》20多年来第一次在这么庞大的剧场演出，真正好公司派舞台技术人员到北京，根据人民大会堂的舞台，设计出比以往演出更庞大的布景，同时增加了许多具有北京特色的道具，作为猫窝的填充物，汽车后备厢上的车牌也换成了“京”字头的。此外，真正好公司还在北京招募了10名群众演员，让他们接受专业的培训和排练后也参加了演出。
2007年初，真正好亚太分公司再度制作亚洲巡回表演团，于2007年1月于台南市首演，之后于台北市、台中市以及高雄市演出，此次演出除了有部份台湾舞者加入外，部份歌词并以中文演唱，让台湾的民众倍感亲切。

### 中国的演出
中文版《猫》计划于2012年下半年在中国开始首演季，它将成为该剧在全球的第15个语言版本。此次中文版《猫》的制作，得到了“音乐剧之父”安德鲁·洛伊·韦伯的异常重视，他将亲临中国指导。此次中国巡演将由《猫》中国版制作方亚洲联创和来自英国真正好戏剧公司的《猫》原版团队全程监制，乔-安·罗宾逊担任导演及编舞，菲兹·沙普尔担任音乐总监，参与从培训到排练的整个过程，对中国演员来说是绝无仅有的机会。 《猫》中文版于2012年8月17日在上海大剧院首演。 2012年12月21日至2013年2月3日《猫》中文版在北京世纪剧院进行跨年演出。

## 剧情

### 第一幕 子夜舞会使猫疯狂
午夜，人行道上没有声响。 
……直到第一只洁里珂猫的到来。
今夜是一年一度的洁里珂舞会，所有的猫儿们都在这里汇集，快节奏的音乐很快地充斥整个剧场。所有的猫儿随著音乐舞蹈歌唱。在歌声中他们演译出洁里柯猫引以为傲的特色：“我们能在空中舞蹈，像高空秋千，我们能翻双筋斗，在轮胎上弹跳”。
因为人们出现在猫儿们的天地，猫儿们起先对入到它们领地者心存厌恶和怀疑，但是很快地他们接受了陌生人的观察，纯洁的白猫 Victoria 表演了一首独舞，象征著一场舞会的正式开始。
Munkustrap 是猫族首领 Old Deuteronomy 不在时的管事人，也是小猫的守护者。他充当旁白的作用，给幼猫讲述洁里珂的规矩，并介绍其他的猫上场。Munkustrap 解释了洁里珂舞会的意义。而且，他们一族的首领 Old Deuteronomy 也将会在黎明到来之前，从族里选出一只猫来，送上云外之路（Heavy Side Layer）， 从而获得重生。
接下来 Munkustrap 介绍了 Jennyanydots，她对待所有的小猫都亲切慈爱好像老妈妈一样，她甚至還訓練蟑螂和老鼠們學音樂。然后 Rum Tum Tugger 介绍自己。Tugger是一只被宠坏了的猫，愛唱反調，他最喜欢所有母猫们对他的迷恋。
Grizabella 出现了，可是她现在又老又醜又髒。因为她年轻时背叛了洁里珂猫，离开猫族到外面的世界闯荡，尝尽了冷酷和辛酸。现在 Grizabella 疲惫不堪，独自一个人回来。可其他貓不原諒她，并把她趕走。 Grizabella 于是悄悄躲在舞台的角落里。
Bustopher Jones 在 Jennyanydots 的歌声中出场，这个肥猫是个贵族猫。然后是两只小偷猫，Mungojerrie 和 Rumpleteazer 表演了歌曲和杂技般花哨的舞蹈。
在他们的歌曲结束之后，Old Deuteronomy 出现了！大家向老首领表示了敬意之后， Munkustrap 为他準備了一个很滑稽的舞蹈《獅子狗與帕里克狗大戰》 ，逗得大家哈哈大笑。之后，随著舞会高潮的到达，所有的猫儿加入了歌舞，《猫》的主旋律再次响起。
Grizabella 再次回到舞台中心，猫儿依然不肯原谅她，这时 Grizabella 唱出了动人心弦的歌“记忆”(Memory)，Old Deuteronomy 同情地注视著心碎的 Grizabella 下场。

### 第二幕 夏天姗姗来迟，时光飞逝如梭
猫儿们再次回到舞台上的时候，Old Deuteronomy 用歌声提醒他们记忆快乐时光的重要。
老猫 Gus 被 Jellylorum 带上舞台。Gus 是一只曾风靡所有剧院的演员，现在他回忆著自己当年的日子，尤其是他最得意的创作，大海盗 Growltiger 的故事。接下来场景转换，大家都仿佛回到了 Gus 红极一时的时候，在舞台上表演了 Growltiger 和他的情人 Griddlebone 的故事。因为声音很大，本来在火车上睡觉的 Skimbleshanks 被吵醒了，火车猫 Skimbleshanks 是个滑稽可爱的叔叔。大家帮他用堆积场的废物堆出一辆火车头，让他神奇地站在上面。
可是，在火车猫的故事刚刚结束的时候，快乐的舞会被罪犯猫 Macavity 打断了。在黑暗之中 Macavity 带领他的爪牙劫走了 Old Deuteronomy。
两只曾经认识 Macavity 的母猫，Bombalurina 和 Demeter 给不了解 Macavity 的小猫讲述这只罪大恶极的通缉犯的所作所为。这时 Old Deuteronomy 忽然又回到场上，所有的猫儿还在惊喜之中，可是他甩下灰皮，原来是 Macavity 假扮成 Old Deuteronomy 前来捣乱。Munkustrap 带领著其他几只公猫反抗Macavity，最后Macavity負傷在黑暗中逃掉了，但Old Deuteronomy依舊下落不明。
“不用担心，我们有神奇的 Mistoffelees 先生！”Rum Tum Tugger对大家说。他介绍了下一个上场的 Mistoffelees。魔术猫 Mistoffelees 在众猫的要求下成功地变回了 Old Deuteronomy。猫儿们一起感谢了他的贡献，再次准备聆听老首领的选择。 
Grizabella 又一次上场了。可是这一次，在她歌唱“记忆”的时候，猫族里最年幼的小猫，Jemima 用清亮的歌声回应。这时猫儿们明白了 Old Deuteronomy 对他们讲过的话。一只接著一只，他们原谅了 Grizabella，她重新回到洁里珂温暖快乐的家族里来。
Old Deuteronomy 在黎明到来之前，选择了 Grizabella 登上云外之路，获得重生！在群猫的歌声中，Old Deuteronomy 带领 Grizabella 走上云外之路，Grizabella 消失在空中五光十色的云彩里。
最后一首歌是 Old Deuteronomy 唱给观众听的。“你要对猫儿脱帽敬礼，说声‘你好吗，我尊敬的猫’。这一定会讨猫儿的欢喜。”
因为毕竟，猫儿跟人类没有什么不同。

## 角色
《猫》的角色介绍，此剧的一大特色是舞台上的每只猫都有自己的名称和性格，这在其他的音乐剧并不常见。请注意，在不同地区的演出角色会有一些变动或是省略。

### 阿得米特斯(Admetus)
年轻的猫，在许多演出中，也扮演麦卡维弟(Macavity)的角色，在某些演出中被省略了。

### 阿隆佐(Alonzo)
在大部份的演出中，是黑白相间的公猫，然而在美国及德国的早期，是黑色与金色相间。通常被认为是蒙克史崔普(Munkustrap)的副手。

### 亚斯皮里高斯(Asparagus)
小名高斯(Gus)剧场猫，在录影版本，高斯(Gus)与亚斯皮里高斯(Asparagus) 是两个不同的角色。亚斯皮里高斯(Asparagus)通常是合唱的演员。而老高斯(Gus)，则演出剧场猫以及稍后的革罗泰革(Growltiger) 。

### 比尔贝利(Bill Bailey)
年轻的公猫，黑白棕相间。在不同的演出中，也被称为堂布勒布鲁塔斯(Tumblebrutus)。

### 邦贝鲁琳娜(Bombalurina)
美丽的红母猫，通常是母猫的首领，她与迪米特(Demeter)是好友。

### 巴斯托佛琼斯(Bustopher Jones)
一只25磅重的肥猫，穿着正式的燕尾服，被众人尊称为圣詹姆士街的上流人士。

### 卡布凯帝(Carbucketty)
这个名字是来自艾略特的想法：打闹猫。有时在某一些演出也被称作庞希沃(Pouncival)。

### 卡桑卓(Cassandra)
棕色与乳白色相间的母猫，辫尾以及翘发。独特带着神秘感。

### 柯利科佩特(Coricopat)
先知猫兄妹中的公猫，与坦特麦尔(Tantomile)是双胞胎，他们之间似乎有心电感应。

### 迪米特(Demeter)
非常敏感的母猫，有些猫迷认为这是因为他有一段悲惨的过去，可能与麦卡维弟(Macavity)有过关系。与邦贝鲁琳娜(Bombalurina)是好朋友。

### 伊雷克特拉(Electra)
橘黑斑纹的小猫，与伊特雷特(Etcetera)是好友，也非常喜欢罗腾塔格(Rum Tum Tugger)。

### 伊特雷特(Etcetera)
一只快乐，有活力的小猫，非常迷恋 罗腾塔格(Rum Tum Tugger)，有些演出被省略。

### 伊克提卡(Exotica)
一只只有在录影版本出现的母猫，是为了特别《费米泰勒》(Femi Taylor)创造的角色。

### 乔治(George)
年轻的公猫，在大部份的演出中被省略。

### 金吉斯/吉尔博特(Ghengis; Gilbert)
是暹逻猫的首领，最后杀了革罗泰革(Growltiger)。通常由盟哥杰利(Mungojerrie)，堂布勒布鲁塔斯(Tumblebrutus)的演员兼任。

### 葛丽兹贝拉(Grizabella)
在她年輕時拋棄貓族，但是老了以後被主人丟棄，最後回到貓族。在劇末，她被选中登上了Heaviside Layer而重生。

### 葛雷多宝(Griddlebone)
长毛白猫，在革罗泰革(Growltiger)的最后一战中饰演革罗泰革(Growltiger)的恋人。与他一齐唱者意大利抒情曲或是比利马考的长诗(The Ballad of Billy McCaw)视不同的演出而定，几乎都由饰演杰利罗兰(Jellylorum)的演员兼任，然而在录影版中，这一段完全被省略。

### 革罗泰革(Growltiger)
剧院猫高斯(Gus)回忆他年轻时的演出革罗泰革的最后一战(Growltiger's Last Stand)出现的猫。在某些制作中他担任其他的海盗。

### 杰利罗兰(Jellylorum)
来自艾略特的命名，一只擅长照顾其他小猫的母猫。与高斯(Gus)有亲属关系。

### 杰米玛(Jemima)
有时也被称作丝拉巴布(Sillabub)。杰米玛(Jemima)在大多数的演出以及录影中出现，而丝拉巴布(Sillabub)则是在美国演出时创造，而在日本，两者是不同的角色。

### 珍妮点点(Jennyanydots)
老甘比(Gumbie)猫。整天坐着并在晚上组织老鼠与蟑螂。
身上有虎紋和豹斑。個性是個大好人。

### 麦卡维提(Macavity)
这出戏唯一的反派。这个角的来自于福尔摩斯的角色 Moriarty. 他绑架了老戒律伯(Old Deuteronomy)，并且试图侵犯迪米特(Demeter)

### 密斯托弗里先生 (Mr. Mistoffelees)
年轻的公猫，有神奇的魔法能力，例如烟火。他著名的舞蹈表演：The Conjuring Turn 包括了24个脚尖旋转。在某些演出，他有别名奎佐(Quaxo)，通常是合唱演员，服装也略有不同。

### 盟哥杰利(Mungojerrie)
小偷猫的一员，与罗普兰蒂瑟(Rumpleteazer)搭档。通常也扮演金吉斯/吉尔博特(Ghengis/Gilbert）

### 蒙克史崔普(Munkustrap)
银黑色相间的公猫，是部落的保护者。

### 老戒律伯(Old Deuteronomy)
部落可敬的长老

### 柏拉图(Plato)
在某些演出也被称为 乔治/阿得米特斯(George/Admetus)。与维多利亚(Victoria)有一段舞蹈。在某些演出中被省略。他是一名偉大的科學家

### 罗普兰蒂瑟(Rumpleteazer)
小偷猫的女搭档。有时也被称为Rumpelteazer，这是艾略特原著的写法。

### 罗腾塔格(Rum Tum Tugger)
花花公子，非常爱作怪的脾气，在许多的演出中，都表现的非常性感而且引人注目。

### 兰巴斯(Rumpus Cat)
有着竖立的鬃毛，红色眼睛的勇者。在 狮子狗与伯里克狗大战(Pekes and the Pollicles) 这一段中，他是猫族的英雄。在某些演出中，这一段被省略，此角色通常是阿隆佐(Alonzo) 或 阿得米特斯(Admetus)担任。

### 史金伯旋克斯(Skimbleshanks)
火车猫，精力充沛的橘猫，是火车的随车员。

### 坦特麦尔(Tantomile)
巫术猫，与柯利科佩特(Coricopat)是双胞胎。

### 维多(Victor)
年轻公猫，通常是合唱演员，某些演出中省略。

### 维多利亚(Victoria)
白色的小猫，非常有舞蹈天份，在杰利可舞会的邀请有一段独舞。

## 曲目

### 第一幕
子夜的舞会使猫疯狂(When Cats are Maddened by the Midnight Dance)
- 杰利可猫之歌(Jellicle Songs for Jellicle Cats)
- 猫的命名(The Naming of Cats)
- 杰利可舞会的邀请( Invitation to the Jellicle Ball)
- 老甘比猫(The Old Gumbie Cat)
- 拉姆塔格(The Rum Tum Tugger)
- 葛丽兹贝拉-魅力猫 (Grizabella - The Glamour Cat)
- 巴斯托佛琼斯(Bustopher Jones)
- 盟哥杰利与罗普兰蒂瑟(Mungojerrie And Rumpelteazer)
- 老戒律伯(Old Deuteronomy)
- 狮子狗与伯里克狗大战(The Awefull Battle of the Pekes and the Pollicles)
- 杰利可舞会 (The Jellicle Ball)
- 葛丽兹贝拉(Grizabella)

### 第二幕
夏天为何迟到，时光何时飞逝(Why will the Summer Day delay? When will time flow away?)
- 幸福时刻(The Moments of Happiness)
- 高斯：剧院猫(Gus - The Theatre Cat)
- 革罗泰革的最后一战*(Growltiger's Last Stand)
- 史金伯旋克斯：铁路猫(Skimbleshanks - The Railway Cat)
- 麦卡维弟(Macavity - The Mystery Cat)
- 密斯托弗里先生(Mr. Mistoffelees)
- 回忆(Memory)
- 云外之路(The Journey to The Heaviside Layer)
- 与猫打交道(The Addressing of Cats)

*包括了 "比尔贝利的长诗(The Ballad of Billy McCaw)" 或是 "意大利抒情曲:Una Tiepida Notte" ，依不同的演出而定

## 外部连结
- 官方网站
- 英国巡回的官方网站（英文）
- 真正好公司官方网页（英文）
- IBDB 百老汇演出资料库 （页面存档备份，存于）（英文）
- 戏迷网站 （页面存档备份，存于）（英文）
- 《序曲》原文 （英文）
- 音乐剧猫中文版（简体中文）